# Not in My Airforce
Not in My Airforce è il primo album in studio long playing di Robert Pollard, membro fondatore dei Guided by Voices; venne pubblicato nel 1996 sia in vinile che in CD negli Stati Uniti d'America dalla Matador Records; venne ristampato nel 2016 dalla Guided By Voices Inc..

## Tracce
1. "Maggie Turns to Flies"   – 3:14
2. "Quicksilver"   – 1:06
3. "Girl Named Captain"   – 2:02
4. "Get Under It"   – 2:21
5. "Release the Sunbird"   – 1:53
6. "John Strange School"   – 1:15
7. "Parakeet Troopers"   – 1:34
8. "One Clear Minute"   – 0:48
9. "Chance to Buy an Island"   – 2:27
10. "I've Owned You for Centuries"   – 1:22
11. "The Ash Gray Proclamation"   – 2:32
12. "Flat Beauty"   – 1:50
13. "King of Arthur Avenue"   – 1:37
14. "Roofer's Union Fight Song"   – 1:31
15. "Psychic Pilot Clocks Out"   – 4:02
16. "Prom Is Coming"   – 1:55
17. "Party"   – 0:44
18. "Did It Play?"   – 0:59
19. "Double Standards Inc."   – 1:23
20. "Punk Rock Gods"   – 0:52
21. "Meet My Team"   – 1:04
22. "Good Luck Sailor"   – 0:48

## Musicisti
- Robert Pollard - voce, chitarra, organo, basso
- Kevin Fennell - batteria
- Johnny Strange - basso, organo